# Uromyces rumicis

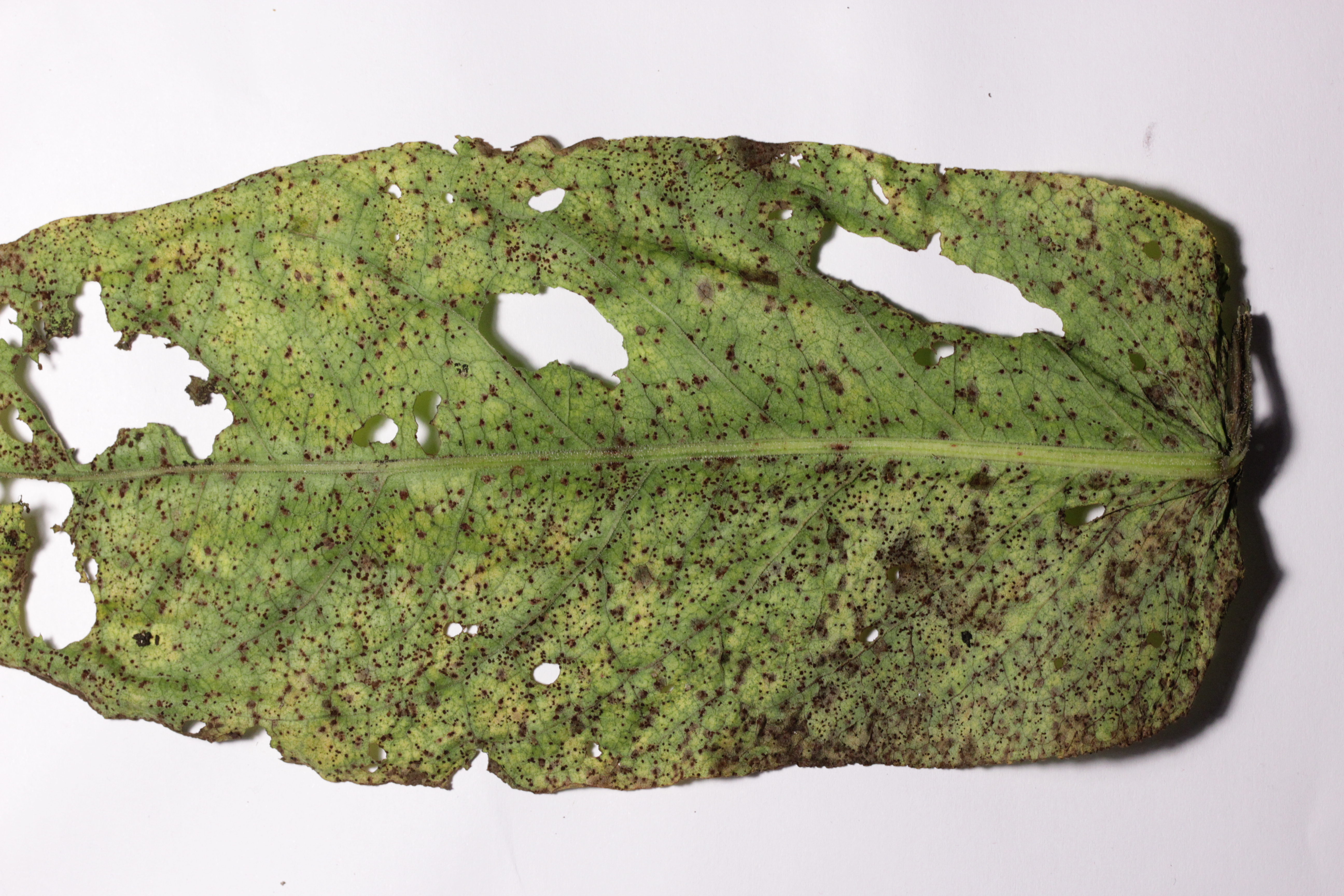
Porażony liść szczawiu

Uromyces rumicis (Schumach.) G. Winter – gatunek grzybów z rodziny rdzowatych (Pucciniaceae). Mikroskopijny grzyb będący pasożytem niektórych roślin z rodzin rdestowatych.

## Systematyka i nazewnictwo
Pozycja w klasyfikacji według Index Fungorum: Uromyces, Pucciniaceae, Pucciniales, Incertae sedis, Pucciniomycetes, Pucciniomycotina, Basidiomycota, Fungi.
Po raz pierwszy zdiagnozował go w 1803 r. Heinrich Christian Friedrich Schumacher nadając mu nazwę Uredo rumicis. Obecną nazwę nadał mu Heinrich Georg Winter w 1884 r.
Ma 7 synonimów. Niektóre z nich:
- Coeomurus rumicis (Schumach.) Kuntze1898
- Uromyces rumicum (DC.) Fuckel, 1860[3].

## Morfologia i rozwój
Rdza jednodomowa – cały jej cykl życiowy odbywa się na jednym żywicielu. Rdza o uproszczonym cyklu rozwojowym, wytwarzająca tylko jeden rodzaj zarodników – urediniospory.
Uredinia tworzą się na obydwu stronach liści porażonych roślin, bezpośrednio w zielonych tkankach liści, lub w środku małych, czerwono-brązowych plam na liściach, sporadycznie na ogonkach i łodygach. Są małe (o średnicy do 0,5 mm), wzniesione, początkowo zamknięte w naskórku żywiciela, który w czasie dojrzewania zarodników pęka, odsłaniając cynamonowobrunatną masę urediniospor. Urediniospory kuliste lub prawie kuliste,18-25,5 × 6,5–22,5 µm ze ścianką o jednolitej grubości 1–1,5 µm, cynamonowo-brązowe, kolczaste z jedną do trzech rozproszonych por rostkowych. Czas zwilżenia niezbędny do ich inokulacji wynosi około 30 min, kiełkują i rozwijają się w czasie 6–8 dni, a optymalna do tego temperatura wynosi od 8 do 20 °C.

## Występowanie
Podano występowanie Uromyces rumicis w Ameryce Północnej, Europie, Azji, Afryce, Australii i na Nowej Zelandii, najliczniej w Europie. W Polsce podano jego występowanie na wielu gatunkach szczawiu (Rumex) i na ziarnopłonie wiosennym (Ficaria verna).